# Carabela (motocicletas)
Carabela Motocicletas es una marca mexicana de motocicletas fundada en el año 1964, en la ciudad de Naucalpan, Estado de México, México. Actualmente, pertenece al Grupo Moto Road, S.A. de C.V.

## Historia[1]

### Antecedentes
A principios de la década de los años 1960, existía en México un grupo industrial dedicado a la fabricación de productos metálicos, liderado por los hermanos Hessel. Una de las empresas principales del grupo era Acermex, dedicada a la fabricación de bicicletas. Posteriormente, el grupo empezó a incursionar en el mercado de las motocicletas, dando así vida a la marca Carabela.
Fueron varios los actores del desarrollo de esa nueva marca; sin embargo, un papel protagónico lo tuvieron los Sres Pablo Tortoriello y Remo Vecchi, siendo el primero el director general y quien decide incursionar en el mercado de motos en tanto que Vecchi fue comisionado por Acermex para ir a Italia y traer a México motores que se pudieran usar en motocicletas diseñadas y fabricadas en dicho país. La firma italiana seleccionada fue Minarelli, quien surtió el primer embarque de motores para Carabela.
Para ese entonces, la marca de motocicletas Islo, había creado un mercado consumidor al importar motores italianos de la marca Morini. Beneficiándose de las condiciones económicas que el presidente Miguel Alemán había suscitado al cerrar las fronteras del país en un afán proteccionista de desarrollar a la industria mexicana, tanto Carabela como Islo decidieron importar los propulsores para la fabricación de motocicletas en México.

### Importación de maquinaria
Al momento de la construcción de la fábrica de motocicletas Carabela, se requirió de maquinaria especializada, la cual se importó de diferentes partes del mercado europeo como Italia, Alemania y Checoslovaquia. También se trajeron ingenieros europeos, americanos y asiáticos, logrando más tarde que en México se fabricaran la cabeza del motor, las tapas y algunos otros componentes, quedando siempre de origen importado los pistones, el carburador y otras partes que requerían mayor precisión.

### Venta de la empresa
Con el paso del tiempo, los años de éxito de la marca se vieron limitados cuando la empresa cambió de manos, a finales de la década de los años 1980, siendo adquirida por el Grupo Alfa de la ciudad de Monterrey, Nuevo León, México. Con una visión distinta a la de los dueños originales, Alfa comenzó a institucionalizar a Carabela; se engordaron las filas administrativas y el mercado no soportó los nuevos costos de producción que repercutieron con mayores precios de venta al cliente final. La producción cesó en el año 1987, aunque todavía continuó la de partes unos años más. Muy cerca del final del mismo año, hubo una huelga que terminó con las posibilidades de hacer resurgir la marca.
A principios de la década de los años 1990, la empresa se declaró en quiebra y cerró. En el año 2001, el Grupo Motoroad S.A. de C.V., adquiere las marcas Carabela e Islo para hacerlas resurgir en el mercado mexicano con piezas chinas.

### Algunos Modelos
En el año de 1968, se vendieron en México las primeras minimotos, con un motor de 66cc y caja de 3 velocidades, neumáticos Michelin y carburadores Dellorto. Este modelo creció a un motor de 100cc. Al mismo tiempo comercializaban una bicilíndrica de 350cc.
En cuanto a motos de campo, algunos nombres son: La Mini-enduro 125cc, Caliente MX 125cc, Marquesa 175cc, Enduro 200cc, Centauro 250cc 350cc 450cc
También hay que añadir que los motores Carabela tienen componentes italianos de Marca "Villa" de fabricación italiana, inclusive el diseño de todos los motores Carabela a partir del año 1978 viene el estampado de la marca "Villa" dentro de los motores Carabela, que son estéticamente idénticos con el mismo número de parte ya sea "Carabela" o "Villa". La única diferencia de los motores Carabela y Villa es meramente el nombre cambiado en las tapas laterales de los motores, lo demás es idéntico. Como referencia se puede observar en videos de YouTube y fotografías en Google en donde se puede observar que son los mismos motores sino también el bastidor con el mismo diseño, tamaño y modelo, con el mismo sistema de frenado.